# Center for Advancing Electronics Dresden
Das Center for Advancing Electronics Dresden (cfaed) der Technischen Universität Dresden entstand im Rahmen der bundesweiten Exzellenzinitiative des Bundes und der Länder und wurde von der Deutschen Forschungsgemeinschaft (DFG) von 2012 bis 2019 mit rund 34 Millionen Euro gefördert. Auf den Seiten der DFG wird das cfaed als „Zentrum für Perspektiven in der Elektronik Dresden“ gekennzeichnet. Das cfaed vereint etwa 60 Forschergruppen mit rund 400 Wissenschaftlern aus elf Instituten. Koordinator des Exzellenzclusters für Mikroelektronik war bis 2019 Gerhard Fettweis, seither wird das Forschungszentrum von einem dreiköpfigen Professorenteam geleitet.

## Lage und Institutsgebäude

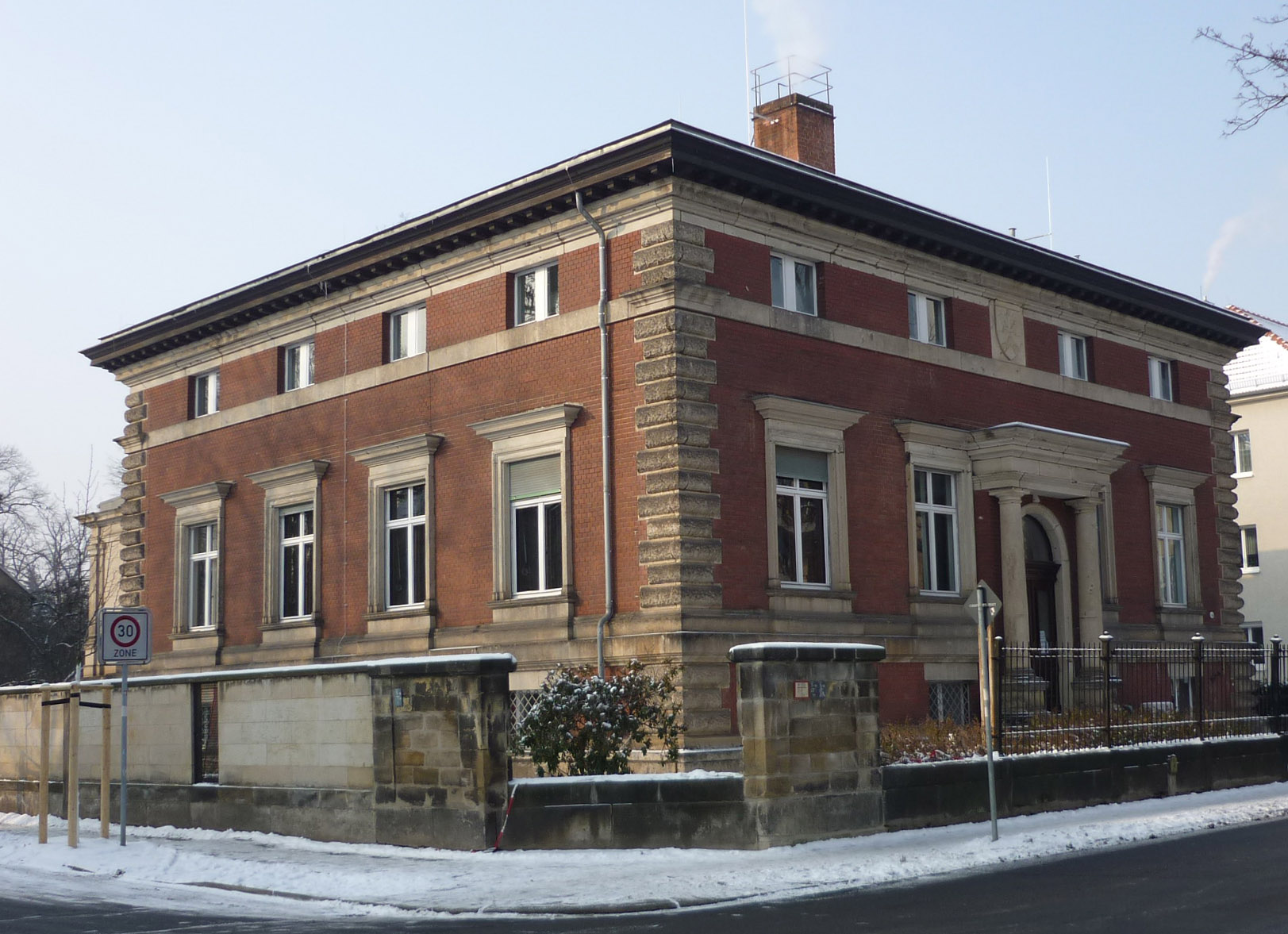
Bienert-Villa in Dresden, bis 2018 organisatorischer Hauptsitz des cfaed

Der organisatorische Hauptsitz des cfaed befand sich zunächst in der Bienert-Villa auf der Würzburger Straße 46 in Dresden-Plauen. Von 2015 bis 2018 wurden für das cfaed Teile des Barkhausen-Baus auf dem Campus der TU Dresden umgebaut, so erhielt der Gebäudekomplex einen ausgebauten Flügel D und einen Anbau an der Hofseite. Hier sind neue Labore, Seminarräume und Büros untergebracht.

## Geschichte
Der Erstantrag für das cfaed als Exzellenzcluster wurde bei der DFG im August 2011 eingereicht und am 15. Juli 2012 bewilligt. Das cfaed hat in der zweiten Runde der Exzellenzinitiative den Status eines Exzellenzclusters erhalten. In diesem Rahmen erhielt es für den Förderzeitraum 2012 bis 2019 ca. 34 Mio. € Fördermittel. Im Rahmen der Exzellenzstrategie der Deutschen Forschungsgemeinschaft bewarb sich das cfaed 2017 als Exzellenzcluster und erreichte die Phase der Vollantragseinreichung, wurde jedoch 2018 nicht als Exzellenzcluster ausgewählt.

## Forschungsprogramm und Forschungsfokus
Die beteiligten Forscher verwenden für die elektronische Informationsverarbeitung innovative Materialien wie Silizium-Nanodrähte, Kohlenstoffnanoröhren oder Polymere. Außerdem entwickeln sie völlig neue Konzepte, wie den chemischen Chip oder Herstellungsverfahren durch selbstassemblierende Strukturen, bspw. DNA-Origami. Ziele sind zudem Energieeffizienz, Zuverlässigkeit und das reibungslose Zusammenspiel der unterschiedlichen Bauelemente. Darüber hinaus werden biologische Kommunikationssysteme betrachtet, um Inspirationen aus der Natur für die Technik zu nutzen.
Zu dem Forschungsverband gehören zwei Universitäten und neun Partnerinstitute. Bis 2019 forschten auf neun verschiedenen Pfaden rund 300 Wissenschaftler aus mehr als 20 Ländern an neuartigen Technologien für die elektronische Informationsverarbeitung, die die Grenzen der heutigen CMOS-Technologie überschreiten.
Die Forschungsbereiche des Clusters wurden als Forschungspfade bezeichnet, die interdisziplinär ausgerichtet waren: Materialinspirierte Pfade (Silicon Nanowire Path, Carbon Path, Organic/Polymer Path, Biomolecular-Assembled Circuits Path and Chemical Information Processing Path (CIP)), Systemorientierte Pfade (Orchestration Path, Resilience Path and DGF CRC 912) und ein ‘Inspirationspfad' (Biological System Path (Bio)). Ein Team von cfaed-Forschern beschäftigte sich mit der Entwicklung der „Fünften Generation“ des Mobilfunks, bei der durch hohe Geschwindigkeit, Sicherheit und Zuverlässigkeit der Datenübertragung ganz neue Anwendungen möglich sein werden, z. B. durch kooperative Verkehrsleitsysteme, robotergestützte Telechirurgie oder innovative Trainingsmethoden.
Seit 2019 wird am cfaed auf sechs sogenannten Kernkompetenzfeldern geforscht.